# 실크웨이 항공
실크웨이 항공(영어: Silk Way Airlines)은 아제르바이잔의 화물 항공사로 허브 공항은 바쿠에 위치한 헤이다르 알리예프 국제공항에 있으며 본사도 이 곳에 위치해 있다. 이 회사는 2001년 (10월 6일에 상업 항공의 출시와 함께)에 설립 했으며 주로 아시아와 유럽을 연결하는 화물 노선을 운항하고 있다. 항공사의 명칭은 두 대륙 사이의 무역 경로의 역할을 한 실크로드란 단어에서 유래됐다. 실크웨이 항공은 유로아시아 트랜스포트 컴파니 회사의 일부로 아제르바이잔 항공, 루프트한자 카고, 카고룩스와 공동 운항 계약을 체결했다.

## 운항 노선

### 아시아

#### 동아시아
대한민국
- 서울 – 인천국제공항

 중화인민공화국
- 상하이 – 상하이 푸둥 국제공항
- 우루무치 – 우루무치 디워푸 국제공항

 홍콩
- 홍콩 – 홍콩 첵랍콕 국제공항

 일본
- 도쿄 – 나리타 공항
- 오사카 – 간사이 국제공항

#### 서남아시아
아랍에미리트
- 두바이 – 두바이 국제공항

 아프가니스탄
- 카불 – 카불 국제공항
- 칸다하르 – 칸다하르 국제공항

 이란
- 테헤란 – 테헤란 이맘 호메이니 국제공항

 이스라엘
- 텔아비브 - 벤구리온 국제공항

#### 중앙아시아
아제르바이잔
- 바쿠 – 헤이다르 알리예프 국제공항 허브

 조지아
- 트빌리시 – 트빌리시 국제공항

 카자흐스탄
- 악타우 – 악타우 공항
- 악퇴베 – 악퇴베 공항
- 아티라우 – 아티라우 공항
- 오랄 – 오랄 아크졸 공항

 키르기스스탄
- 비슈케크 – 마나스 공항

### 유럽

#### 서유럽
영국
- 런던 – 런던 스탠스테드 국제공항

 독일
- 프랑크푸르트 – 프랑크푸르트 한 공항

 네덜란드
- 암스테르담 – 암스테르담 스키폴 국제공항

 룩셈부르크
- 룩셈부르크 시티 – 룩셈부르크 핀델 공항

#### 남유럽
이탈리아
- 밀라노 – 밀라노 말펜사 국제공항

 튀르키예
- 이스탄불 – 아타튀르크 국제공항

## 보유 기종
- 2015년 8월 기준으로 실크웨이 항공은 다음과 같은 기종을 보유하고 있다.[4][5]

## 같이 보기
- 헤이다르 알리예프 국제공항
- 아제르바이잔 항공
- 카고룩스
- 루프트한자 카고

## 사진

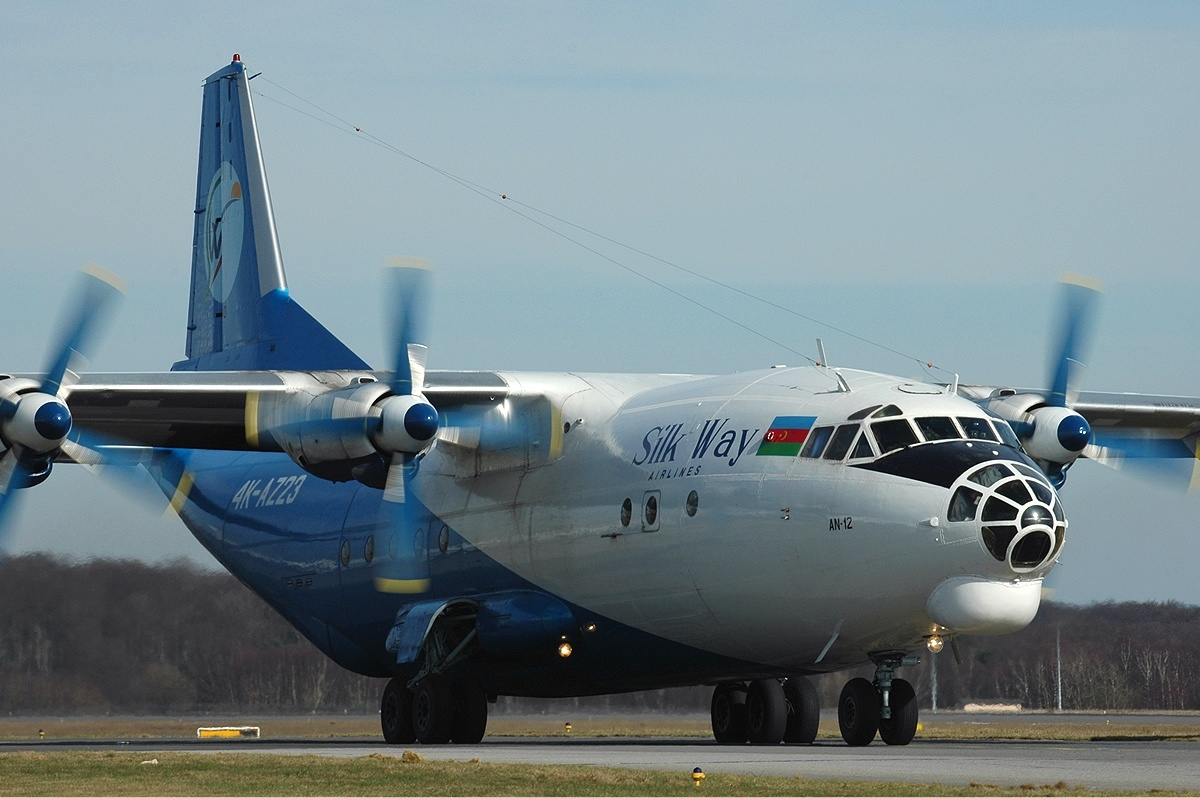
실크웨이 항공의 안토노프 An-12
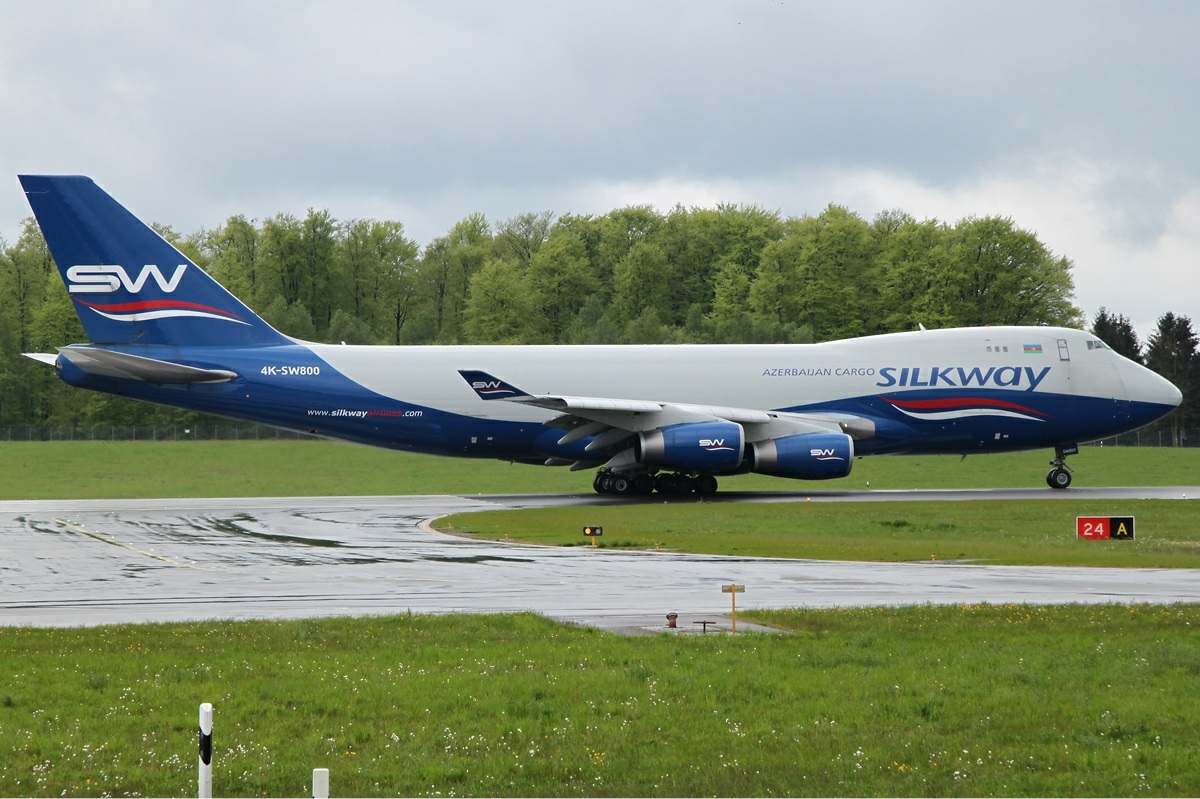
실크웨이 항공의 보잉 747-400F
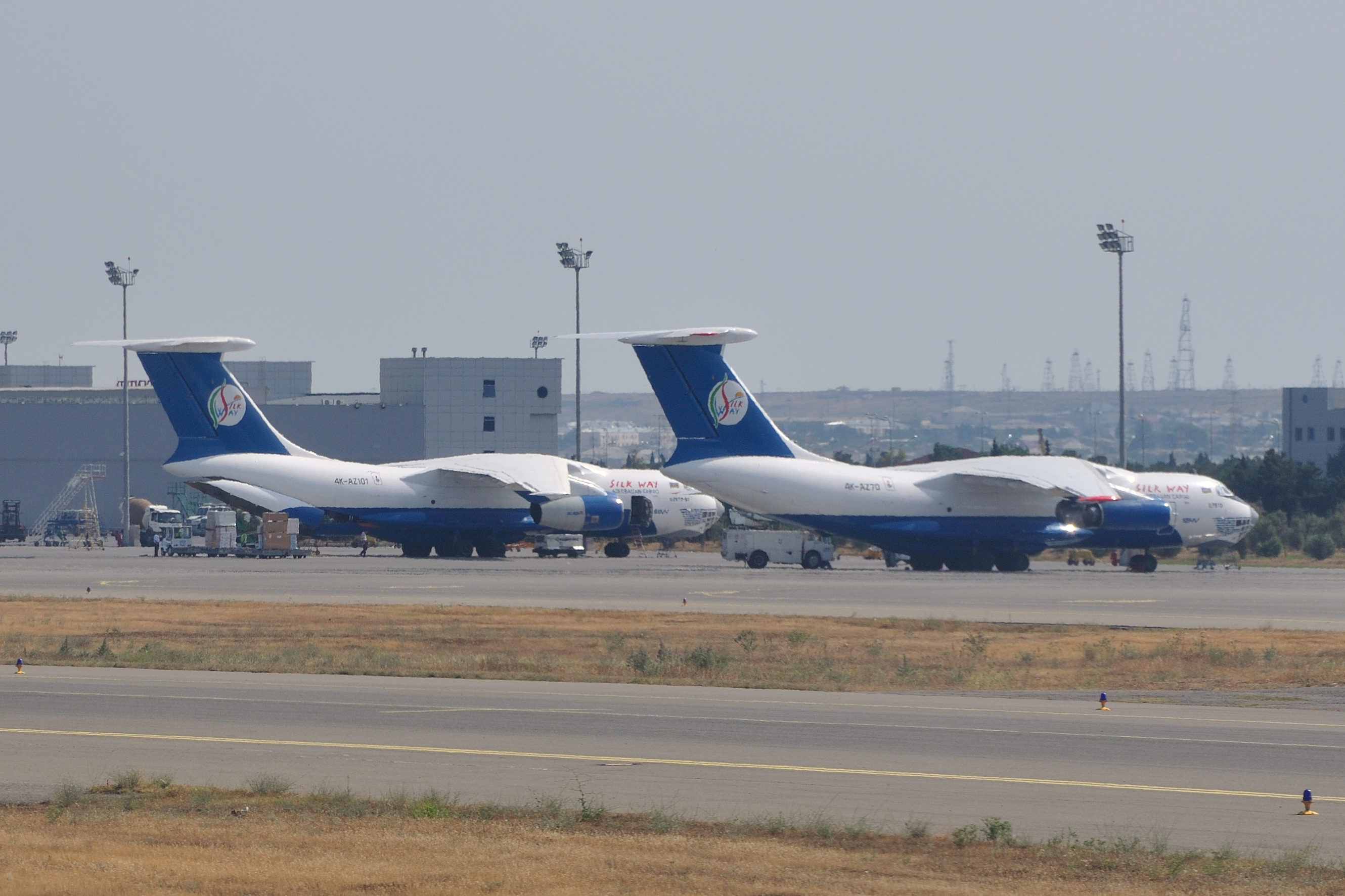
실크웨이 항공의 일류신 Il-76MF